# Двухюрточная
Двухюрточная (употребляется без ъ) — река в России на полуострове Камчатка.
Берёт начало на склонах вулкана Двухюрточный, в истоках протекает через одноимённое озеро. Длина реки — 112 км, площадь водосборного бассейна — 812 км². Впадает в реку Киревну слева на расстоянии 16 км от устья.
От истока к устью в реку впадают притоки: Пограничный, Развилина, Петра Фёдоровича, Байдарка, Медвежий. В бассейне реки находятся минеральные источники.

## Данные водного реестра
По данным государственного водного реестра России относится к Анадыро-Колымскому бассейновому округу, речной бассейн реки — Камчатка, водохозяйственный участок реки — река Камчатка.
Код объекта в государственном водном реестре — 19070000112120000017039.